# Estado falido
Estado falido, estado colapsado ou estado fracassado são termos políticos que designam um país no qual o governo é ineficaz e não mantém de fato o controle sobre o território, o que resultaria em altas taxas de criminalidade, corrupção extrema, um extenso mercado informal, poder judiciário ineficaz, interferência militar na política, além da presença de grupos armados paramilitares ou organizações terroristas controlando de fato parte ou todo o território.

## Índice de estados frágeis
| Estável Moderado | Aviso Alerta | Sem dados |

Cronologia dos estados falhados ao longo dos anos de 2005 – 2013, de acordo com o índice.

A organização não governamental norte-americana Fund for Peace  publica um ranking anual denominado índice dos estados frágeis (em inglês:  Fragile States Index), divulgado na revista Foreign Policy. Para compor essa lista são levados em conta fatores como a pressão demográfica crescente, movimento maciço de refugiados, fuga crônica e constante de população, crise econômica grave, criminalização ou deslegitimação do Estado, deterioração progressiva dos serviços públicos, violação contínua dos direitos humanos, configuração dos aparelhos de segurança como um Estado dentro do Estado, entre outros fatores.

## Histórico
Estados falidos devem ser considerados como organismos políticos autônomos. Têm origem na Europa moderna e sua evolução ocorre paralelamente com o desenvolvimento de macro estruturas que regulam as relações entre eles. Esse modelo europeu difundiu-se ao redor do mundo, e hoje é enxergado pelos críticos como uma forma de organização político-territorial, mesmo com as particularidades existentes de cada região do globo.
No entanto, pode ser considerado um falido um Estado que não consiga desenvolver plenamente funções essenciais para oferecer a seus cidadãos. Isso inclui bens políticos, como segurança, por exemplo. Esse é um fenômeno, cuja importância cada vez mais cresce nos debates políticos internacionais. 
O processo de falência estatal é amplo e possui diferentes estágios. Todos eles relacionados à ausência temporária ou inexistência de instituições que suportem e deem legitimidade a suas atividades, como veremos ao longo do trabalho.
O estágio de pré-falência
Não existe apenas uma fase de análise para a falência de um Estado. Não há uma ruptura institucional que desestabilize instantaneamente seu território de uma só vez. O processo de falência estatal é desenvolvido ao longo do tempo, e não necessariamente leva todos os Estados fracos a entrarem em colapso. Trata-se de um processo dinâmico e, portanto, comporta diversas fases em sua caracterização.
Há uma classificação dos Estados baseada em cinco diferentes categorias, que têm o objetivo de organizar o amplo universo da falência estatal. 
A primeira categoria refere-se ao Estado Anárquico. Considerada como a fase mais crítica da fraqueza estatal, em virtude da inexistência de um governo central, as forças públicas de coerção são incapacitadas de manter qualquer nível lei ou ordem e nenhuma autoridade extrai ou oferta serviços. 
A segunda categoria está relacionada à ideia de Estado Fantasma, no qual ainda existem alguns traços de autoridade, mas apenas em áreas específicas. Nesse caso, não é raro que essa autoridade queira proteger apenas o governante ou as elites diretoras do Estado.
A terceira categoria são os Estados Anêmicos, cujos governos lutam para manter suas funções, mas, pela ausência de acesso a toda a sua população ou de recursos para tal fim, não conseguem. 
A quarta categoria baseia-se na ideia de que não é a ausência de um governo centralizado que gera instabilidade, mas ações estatais que são direcionadas a apenas algumas regiões do território. Os Estados Capturados são o caso de governos que almejam oferecer serviços a determinada população ou etnia. 
E, finalmente, a quinta categoria refere-se aos Estados Abortados. Tais Estados nunca desenvolveram instituições durante sua transformação para a independência. Porém, para alguns autores, essa afirmação não é válida, uma vez que qualquer Estado, que tenha alcançado tal status na comunidade internacional, em algum momento de sua história, desenvolveu um aparato institucional governamental, ainda que mínimo.

## Conceito
Estados falidos são Estados que vivem sob tensão permanente. Em profundo conflito, guerras civis e, majoritariamente, contestados por facções contrárias. O conceito, entretanto, ainda carece de precisão teórica a fim de evitar a utilização indiscriminada ou direcionada, especialmente no que se refere às instituições e sua força. Em sua maioria, o exército nacional, do Governo, trava batalhas contra um ou mais grupos rivais. Uma das características marcantes desses Estados é, em suma, a violência presente nele. Todavia não é o aspecto determinante, para que um Estado seja considerado um Estado falido.
A falência de um Estado-nação ocorre a partir dos seguintes acontecimentos:
- Quando há uma violência generalizada, atingindo o nível de uma guerra civil;
- Quando a guerra civil se origina de questões étnicas, religiosas, linguísticas ou de outras entidades comunais;
- Quando padrões de vida da população são, permanentemente deteriorados;
- Quando a infraestrutura básica para a sobrevivência da população decai;
- Quando a infraestrutura está em completa deterioração;
- Quando o sistema de saúde é frágil e privatizado;
- Quando a corrupção atinge altíssimos níveis, corroendo a própria formação do Estado;
- Quando o declínio do PIB é persistente;
- Quando há uma falta de controle das fronteiras;
- Quando há perda da legitimidade e ocupação de parcelas do território por grupos rivais.

A constante ameaça, gerada pelas partes, dissemina um sentimento de medo. Isso pode ocasionar mais conflitos étnicos, mais hostilidades entre entidades que controlam uma unidade política e entidades subordinadas menos favorecidas.
Conceitualmente, não existe um Estado falido sem desarmonia entre as suas próprias comunidades. Ao contrário dos Estados fortes, os falidos não conseguem controlar suas Fronteiras. Perdem autoridade sobre parcela do território e, geralmente a expressão do poder oficial é limitado à capital e a uma ou mais zonas etnicamente específicas.
Uma boa forma para medir a extensão de um “Estado falhado” é observar o quanto do seu território é controlado ele por ele mesmo. Nos remetendo ao próprio conceito de Soberania. Em que medida este Estado consegue controlar suas rodovias, cidades rurais e distritos mais distantes. Em suma, Estados falidos são governados por elites que oprimem a maior parte da população, em detrimento de uma pequena elite.
As formas mais comuns de transformação de um Estado fraco, em um “Estado falhado”, são quando :
a) a classe política dominante de um Estado oprime e provoca outros grupos nacionais, gerando ressentimento em grupos rebeldes que lutarão contra o governo;
b) outro indicador de um Estado falido é o crescimento do crime violento. Como existe ausência de atuação, por parte do Governo, na Segurança Pública, outros grupos controlarão as ruas, bairros e cidades, ocupando o lugar do Estado. A anarquia se torna a norma, a partir dai;
c) o Estado-nação existe para gerar bens políticos à população, tais como: segurança, educação, serviços de saúde, oportunidades econômicas, cuidado ambiental,
aparato legal, um sistema judicial e infraestrutura fundamentais para que se consiga gerar crescimento e desenvolvimento de sua população;
d) o “Estado Falhado” não é capaz de prover estes requisitos às sociedades contemporâneas. Estes Estados possuem instituições fracas ou bastante defeituosas, permitindo somente a existência, portanto, do Poder Executivo.

## Métodos de medição
Os métodos de medição da falência de um Estado, normalmente são calculados por duas abordagens:
Abordagem Quantitativa
O método quantitativo para medir a falência de um Estado envolve a criação de índices e rankings subjacentes a certos indicadores. Para medir o fracasso do Estado, o Índice de Estados Frágeis (Fragile States Índex - FSI),ou formalmente chamado de Índice de Estados Falidos, o Índice de Fragilidade (Fragility Índex - FI) e o Índice de Fragilidade Estado (State Fragility Índex - SFI) são particularmente importantes. No entanto, uma série de outros índices são geralmente usados para descrever a fraqueza do Estado, muitas vezes com foco no nível de desenvolvimento do Estado. Exemplos são: a Freedom House Índex (FHI), o Índice de Desenvolvimento Humano (IDH) ou os Indicadores de Governança do Banco Mundial. Além disso, a avaliação regional poderia dar detalhes concretos sobre o nível de democracia do Estado, como o Relatório de Desenvolvimento da Democracia na América Latina. No entanto, o Índice de Estados Frágeis recebeu comparativamente muito atenção desde sua primeira publicação em 2005.
O Índice de Estados Frágeis, preparado anualmente pelo Fundo pela Paz, e publicado pela revista Foreign Policy, classifica os Estados em quatro categorias, que sofrem variações entre elas. Três grupos sociais são apontados: sociais, econômicos e políticos, abrangendo doze indicadores:
1. Instalação de pressões democráticas;
2. Movimento massivo de refugiados ou de pessoas deslocadas internamente;
3. Busca de vingança por grupos de reclamação;
4. Combate humano crônico e sustentado;
5. Desenvolvimento econômico desigual;
6. Pobreza e declínio severo e acentuado da economia;
7. Legitimidade do Estado;
8. Deterioração progressiva dos serviços públicos;
9. Violação dos Direitos Humanos e Estado de Direito;
10. Aparato de Seguridade;
11. Aumento de elites faccionadas;
12. Intervenção de atores externos.

Embora seja importante notar que o FSI é utilizado em muitas pesquisas e faz a categorização dos Estados mais pragmática, muitas ele vezes recebe muitas críticas devido a várias razões. Em primeiro lugar, ele não inclui o Índice de Desenvolvimento Humano para atingir a pontuação final, mas em vez disso se concentra em instituições para medir o que muitas vezes são também considerados aspectos humanos para o desenvolvimento. Em segundo lugar, ele considera a fragilidade ou vulnerabilidade dos Estados paralela ao subdesenvolvimento. Esta comparação assume que o subdesenvolvimento (econômico) cria vulnerabilidade, assumindo, assim, que se um Estado é "desenvolvido", ele é estável ou sustentável. Em terceiro lugar, ele mede a falha (ou sucesso) de um Estado sem incluir o progresso de outras áreas fora da esfera dos 12 indicadores, excluindo assim medidas importantes de desenvolvimento, tais como o declínio nas taxas de mortalidade infantil e maior acesso a fontes de água potável e medicamentos, entre outros. No entanto, quando se fala de Estados falhados, é importante mencionar o FSI não apenas para o seu uso por governos, organizações, educadores e analistas, mas também porque ele fornece uma medida da avaliação que tenta resolver os problemas que causam ameaças, tanto nacional, quanto internacionalmente.
Abordagem Qualitativa
A abordagem qualitativa engloba quadros teóricos. Normalmente, este tipo de medida aplica-se a modelos de estágios para permitir uma categorização dos Estados. Pesquisadores mostram o fracasso do Estado como um processo, em três a cinco etapas.
O modelo de estágio de Ulrich Schneckener (2006) define três elementos fundamentais: monopólio da violência, legitimidade e Estado de Direito. A tipologia é baseada na primeira lógica de segurança e, portanto, mostra a relevância do monopólio da violência, em comparação com os outros dois ao mesmo tempo agindo como a pré-condição para um estado de funcionamento. Seus quatro tipos de soberania são: (1) os Estados consolidados e consolidando-se, (2) Estados fracos, (3) Estados a falhar e (4) Estados que desabaram / Estados falidos. O primeiro tipo é direcionado para Estados funcionando; todas as funções essenciais do Estado estão a funcionar a longo prazo. Em Estados fracos, o monopólio da força ainda está intacto, mas as outras duas áreas mostram déficits graves. Estados falidos não têm o monopólio da força, enquanto as outras áreas de funcionam, pelo menos parcialmente. Finalmente, Estados desmoronados ou fracassados são dominados por estruturas paraestatais caracterizadas por atores que tentam criar uma certa ordem interna, mas o Estado não pode suficientemente servir os três elementos centrais.
Ambas as abordagens da pesquisa mostram algumas irregularidades. Embora a abordagem quantitativa carece de transparência relativamente aos seus indicadores e seu equilíbrio no processo de avaliação dos países, a abordagem qualitativa mostra uma diversidade de focos diferentes. Uma das grandes discrepâncias é a questão de saber se todas as etapas devem ser tomadas de forma contínua ou se um Estado pode pular uma fase. Schneckener salienta que o seu modelo não deve realmente ser interpretado como um modelo de estágios como, em sua opinião, os Estados não necessariamente passar por cada fase. O modelo de Robert I. Rotberg está subjacente uma lógica ordinal e, assim, implica que o processo de falência do Estado é uma cadeia cronológica das fases.

## Exemplos
O Fundo pela Paz (Fund for Peace) lança anualmente o ranking geral dos Estados, listando cada um dentro de uma das 11 categorias, a saber: alerta altíssimo, alerta alto, alerta, atenção altíssima, atenção alta, atenção, pouco estável, estável, muito estável, sustentável, muito sustentável. Para este trabalho, citaremos apenas os 3 primeiros do ranking.
Sudão do Sul
Passadas duas gerações de conflitos com Cartum e mais de 2 milhões de mortos, o governo sudanês aceitou ceder o território do sul (predominantemente cristão) para a criação de um novo Estado. Estado esse que já nasce falido, segundo a Organização das Nações Unidas (ONU). Segundo dados, apenas 15% dos 9 milhões de habitantes sabem ler. A taxa de escolaridade é a mais baixa do planeta e a de mortalidade infantil, a mais alta. Pelo menos 90% da população vive com US$ 0,50 por dia, enquanto 1% tem conta bancaria e o país inteiro conta com apenas 320 quilômetros de estrada.
Somália
A Somália constitui o paradigma de Estado falido porque desde muitos anos convergem em suas fronteiras todos os fatores de instabilidade possíveis. Corrupção, falta de democracia, violação dos Direitos Humanos, crescimento desacelerado e terrorismo, são alguns dos fatores que definem o país. Desde a década de 1990 o país vive essa situação dramática, quando o regime ditatorial de Mohammed Sia Barre cai. A partir desse momento, a Somália tem sido governada por clãs, semiclãs e senhores de guerra. Além disso, outros problemas que afetam o país do leste africano são o islamismo radical, a pirataria, o grande número de deslocados e refugiados.
República Centro-Africana
O país se transforma em um Estado falido quando o então presidente Françoise Bozizé foi deposto, e assume o líder rebelde Michel Djotodia, como governo de transição. Este último foi incapaz de proporcionar segurança e estabilidade no país, e deixou que a mentalidade islâmica de um grupo rebelde tomasse o controle do país. O caos e a anarquia se tornaram latentes, além de abusos de Direitos Humanos em grande escala, que foram perpetrados pelos rebeldes, deixando a população local em desespero.

## Críticas
O conceito de "estado falido" tem sido criticado por alguns estudiosos como sendo arbitrário e sensacionalista. Segundo William Easterly e Laura Freschi, da New York University, o conceito de falência do Estado "não tem uma definição coerente", e só serve aos objetivos políticos das potências ocidentais de intervir militarmente em outros estados.
Dentre os muitos problemas encontrados no Índice de Estados Falidos, três deles são especialmente destacados por críticos:
I. A metodologia;
Os dados dos indicadores, as palavras-chave – utilizadas nas buscas da análise de conteúdo –, e possíveis erros de mensuração não são completamente descritos no site e na revista. Isso impede, por exemplo, a replicação do índice por outros pesquisadores.
II. Restrição da língua inglesa nas publicações.
As publicações utilizadas nas análises de conteúdo restringem-se às de língua inglesa, mesmo que traduções de outras fontes para o inglês estejam em planejamento.
III. A categorização e a visualização são diferentes.
Na revista Foreign Policy os países são divididos em 5 status: crítico (critical), em perigo (in danger�), no limite (borderline), estável (stable) e muito estável (most stable);
No site do Fund for Peace, os mesmos são visualizados mediante 4 termos, que são, cada um deles, desmembrados em “alto”, “médio” e “baixo”, salvo no último caso, que há apenas “alto” e “médio”, a saber: em alerta (alert), em aviso (warning), moderado (moderate) e sustentável (sustainable). Isso corrobora para a dificuldade em comparar problemas de avaliação dos países. Se pesquisarmos a situação africana, no mapa da Foreign Policy, há muitos países em situação crítica, enquanto, no site do Fund for Peace, os mesmos países são vistos em situação de aviso.
No período de sua publicação, o Índice de Estados Falidos, incitou debates efervescentes, com críticas oriundas das mais diferentes esferas. Além de críticas à posição de determinados países no ranking. Em especial, uma das críticas mais recorrentes ao Índice de Estados Falidos, girou em torno dos indicadores escolhidos para se avaliar o desempenho dos países e como estes se relacionariam entre si. Quando lançam o Development Agency, criam uma nova proposta e forma de pensar a fragilidade dos Estados, ao colocar os países sob análise contínua de força/fraqueza, a partir de seus desempenhos em determinados indicadores.
Elucubrando críticas em relação as abordagens, que se restringem:
• No nível macro, que privilegiam as abordagens de mudança sistêmica e seus impactos nos Estados fracos;
• No nível intermediário, análises institucionais, as quais centram suas atenções nas estruturas políticas e econômicas dos países;
• No nível micro, olhando processos específicos, em especial a dinâmica de conflitos internos.
Em relação ao conceito de Fracasso Estatal, teríamos quatro grandes eventos que indicam grave instabilidade política:
I. Nem todos os Estados falidos possuem grupos terroristas em seu interior;
II. Os grupos terroristas tendem a optar por Estados fracos. Pois, ao mesmo tempo que são frágeis e suscetíveis à corrupção, possibilitam acesso a uma estrutura financeira e logística;
III. A partir de uma organização descentralizada, mediante a utilização de células, hoje a ideia de santuários para atividades terroristas não seria mais tão atrativa;
IV. O índice restringe-se aos países em desenvolvimento, sendo uma escolha própria dos autores e carregando consigo uma questão ética importante: apenas os países considerados fracos e em desenvolvimento merecem ser avaliados.